# 格哈德·格吕纳贝格
格哈德·格吕纳贝格（德語：Gerhard Grüneberg，1921年8月29日—1981年4月10日），德国统一社会党政治局委员，中央委员会书记，东德农业生产和食品经济委员会主席。

## 生平
1921年，出生于勃兰登堡县。
1936年，当建筑工人。
1939年，服兵役。
1946年，入党。
1948年，任古本县委第一书记。
1949年，任勃兰登堡州委书记。
1952年，任法兰克福专区党委第一书记、中央委员、中央书记处书记。
1958年，为人民议院外交委员会常委会委员。
1959年，为政治局候补委员。
1962年，任部长会议部长及主席团成员。
1963年，任党中央农业局主席，国家农业委员会委员。
1966年，任政治局委员，主管农业。
1968年，任东德农业生产和食品经济委员会主席。
1981年，去世。